# Cinéma mauritanien

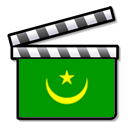
Un clap aux couleurs du drapeau mauritanien (1969-2017).

Le cinéma mauritanien apparaît dans les années 1970, époque où sont installées les premières salles de cinéma de la jeune République islamique de Mauritanie. 
Les films mauritaniens sont pour la plupart produits  en exil.

## De rares salles de cinéma
Un Français du nom de Gaumeze est le premier à construire des salles dans les années 1960 ; rapidement la méfiance du public tombe.
Vers le début des années 1960, Hemmam Fall, un troubadour et poète, homme d’affaires avisé par ailleurs commence lui aussi à acquérir des salles de cinéma. Son succès est fulgurant. Il en arrive à produire lui-même des films, moitié fictions, moitié documentaires : Meïmouna, Tergit et Nomade moderne. Vers 1976–1978, Nouakchott, avec 400 000 habitants, compte 10 salles de cinéma, toutes propriétés de Hemmam Fall[réf. nécessaire]. Sur le plan institutionnel, l’État crée l’ONC (l’Office National de Cinéma), avec pour rôle de promouvoir le 7e art et créer un embryon d’infrastructures. Il devient plus tard l’AMATECI (Agence Mauritanienne pour la Télévision et le Cinéma). 
À la suite du décès de Hemmam en 1978 et de Ould Saleck en 1979, les salles de cinéma périclitent les unes après les autres. Le public les désaffecte. La Télévision Nationale est née.
En 2014, la salle de cinéma de l'Institut français de Mauritanie reste la seule de Nouakchott et du pays.

## Les cinéastes

### Années 1960-70
Plusieurs cinéastes mauritaniens en exil sont actifs dès la fin des années 1960 puis les années 1970, comme Med Hondo (Soleil O en 1967, Les Bicots-nègres, vos voisins en 1973, Nous aurons toute la mort pour dormir en 1976, etc.) et Sidney Sokhona (Nationalité : immigré en 1975, Safrana ou le droit à la parole en 1977). Leur cinéma, en partie basé sur leurs expériences personnelles, adopte un ton militant. Ould Saleck tourne plusieurs films sur la guerre du Sahara mais il se contente surtout de tourner des actualités.

### Depuis les années 2000
Abderahmane Lahy qui a travaillé avec Abderahmane Sissako sur En attendant le bonheur comme assistant réalisateur décide de crée La maison des cinéastes, deux ans après le projet est parrainé par Abderahman Sissako. La maison des cinéastes a formé la majorité des réalisateurs de la troisième génération des cinéastes mauritaniens; ainsi une nouvelle ère de cinéma mauritanien a commencé. La maison des cinéastes travaille sur trois volets essentiels : la formation à travers les programmes ABCinema et Ciné-Majscule; la production: La MDC a produit plusieurs courts métrages pour les jeunes réalisateurs issu des formations qu’elle organise et la diffusion: plusieurs programmes de diffusion sont lancés par la MDC notamment l’écran dromadaire, Ciné parc...etc 

En 2006, la maison des cinéastes lance la 1er édition de la semaine nationale du film (SENAF) renommé plus tard Nouakshort Film Festival. Pendant plusieurs éditions du festival, la maison des cinéastes autofinance le projet. La région de Nouakchott prend en charge le festival en sa 14ème édition (2019).

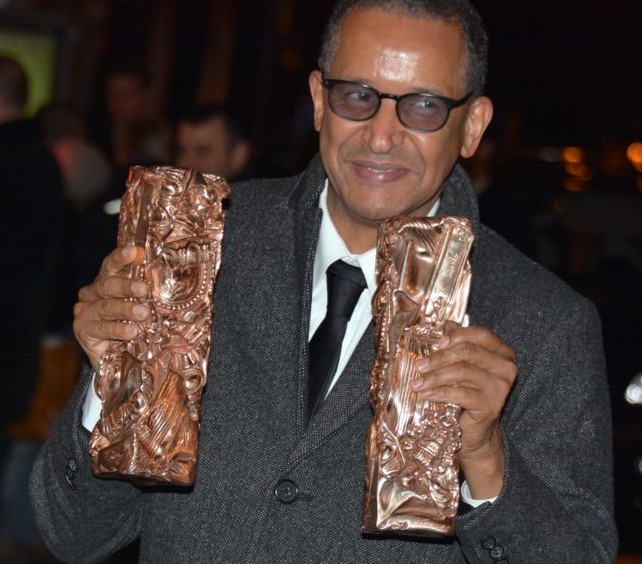
Abderrahmane Sissako remporte les César du meilleur film et du meilleur réalisateur.

Abderrahmane Sissako se fait remarquer par ses films, notamment En attendant le bonheur (2002) , puis Bamako (2006). Son film Timbuktu, tourné à Oualata, remporte en 2014 à Cannes le Prix du jury œcuménique et le Prix François-Chalais récompensant les valeurs du journalisme. Co-production française, il est récompensé par sept Césars en 2015 dont ceux du meilleur film et du meilleur réalisateur.

## Liste de réalisateurs mauritaniens
- Med Hondo (1936-2019) : Soleil Ô (1969), Les Bicots-Nègres, vos voisins (1974)…
- Sidney Sokhona : Orphelins de Dieu (1970), Nationalité : Immigré (1975), Safrana, ou Le droit à la parolz (1978)
- Mohamed Ould Saleck (-1979) : Faisons ensemble la patrie mauritanienne (1976)
- Cheikh N'diaye (1962-) (Sénégal)
- Karim Miské (1964-) : Économie de la débrouille à Nouakchott (1988)
- Abderrahmane Sissako (1961-) : La Vie sur terre (1998), En attendant le bonheur (2002), Bamako, Timbuktu…
- Abderahman Lahy : ‘’ Taxi démocratie ‘’ (2006) ‘’ Du sable au goudron ‘’
- Zein el abdine elboukhary : Mon ami disparu (2009), Waiting for Justice (2011)
- Ousmane Diagana (1984- ) : Le rêve brisé, La blessure de l'esclavage (2009), Mémoire noire (2012)
- Djibril Diaw (1981-)  : 1989 (2009), La voix des jeunes (2010), Retour sans cimetière (Donaye) (2013)
- Sidi Mohamed CHEIGUER   : Extremist (2015), 180 de Bonheur’’
- Nagi Sidi  : Taher (2019),
- Amal Saad Bouh  : Kouwa  (2016), Sowdatou (2018),
- Mai Mustafa   : ishtar et Isis (2015), The frist box (2016),
- Abdoulaye Sall : le dernier voyage (2023)

### Listes et catégories
- Liste de réalisateurs
- Liste de films mauritaniens
- Liste de films tournés en Mauritanie